# Brass Shout
Brass Shout — студійний альбом американського джазового трубача Арта Фармера, випущений у 1959 році лейблом United Artists.

## Опис
Арт Фармер і майбутнім колегою по гурту Jazztet Бенні Голсоном записав цей альбом на лейблі United Artists у 1959 році. Голсон здійснив аранжування до всіх композицій цієї сісії. Гурт грає у форматі тентенту, що включає відомих музикантів, таких як Кертіс Фуллер, Джиммі Клівленд, Ерні Роял, Лі Морган і Джуліус Воткінс. На альбомі виділяються композиції «Nica's Dream», «Moanin'» і «Five Spot After Dark» Голсона.

## Список композицій
1. «Nica's Dream» (Горас Сільвер) — 5:55
2. «Autumn Leaves» (Жозеф Косма, Жак Превер, Джонні Мерсер) — 5:35
3. «Moanin'» (Боббі Тіммонс) — 5:47
4. «April in Paris» (Вернон Дюк, Е. Ї. Гарбург) — 4:00
5. «Five Spot After Dark» (Бенні Голсон) — 5:39
6. «Stella by Starlight» (Віктор Янг, Нед Вашингтон) — 3:50
7. «Minor Vamp» (Бенні Голсон) — 3:54

## Учасники запису
- Арт Фармер, Лі Морган, Ерні Роял — труба
- Джуліус Воткінс, Боб Нозерн — валторна
- Джеймс Гафтон — баритон-горн (3—5, 7)
- Вейн Андре (1, 2, 4, 6), Кертіс Фуллер (1—3, 5, 7), Джиммі Клівленд (1—3, 5, 7) — тромбон
- Дон Баттерфілд — туба
- Боббі Тіммонс — фортепіано (3)
- Персі Гіт — контрабас
- Філлі Джо Джонс (4—7), Елвін Джонс (1—3) — ударні
- Бенні Голсон — аранжування, диригування

Технічний персонал
- Том Вілсон — продюсер
- Лью Меррітт — інженер
- Х'ю Белл — фотографія
- Бланшар Кінг — текст